# Verny
Verny là một xã trong vùng Grand Est, thuộc tỉnh Moselle, quận Metz-Campagne, tổng Verny. Tọa độ địa lý của xã là 49° 00' vĩ độ bắc, 06° 12' kinh độ đông. Verny nằm trên độ cao trung bình là 200 mét trên mực nước biển, có điểm thấp nhất là 172 mét và điểm cao nhất là 246 mét. Xã có diện tích 3,9 km², dân số vào thời điểm 2004 là 1783 người; mật độ dân số là 457,2 người/km². Verny nằm khoảng 14 km về phía nam của Metz.

## Thông tin nhân khẩu
| 1962 | 1968 | 1975 | 1982 | 1990 | 1999 |
| ---- | ---- | ---- | ---- | ---- | ---- |
| 238  | 257  | 1216 | 1467 | 1434 | 1500 |